# Matulji
Matulji su općina u zapadnoj Hrvatskoj. Dio su Primorsko-goranske županije.

## Zemljopis
Matulji su općina u Primorsko-goranskoj županiji. Matulji se nalaze u blizini Opatije i Kastva. Današnji Matulji nemaju izlaz na more kao što su nekad imali kao dio Općine Opatija (kuća koja se nalazi u omiljenom okupljalištu Matujaca imala je adresu Matulji br.1). Dio Općine Matulji se nalazi u opatijskom zaleđu, dok se drugi dio nalazi na Ćićariji. Na području Općine Matulji nalaze se i dva cestovna granična prijelaza Rupa i Pasjak.

## Stanovništvo
Na površini od 175,6 km2 živi oko 11 tisuća stanovnika stanovnika, što daje gustoću naseljenosti 63 st./km2. Radno sposobnih je nešto više od 7 tisuća u 23 naselja pod upravom Općine Matulji.
| broj stanovnika | 7995  | 8334  | 8913  | 9571  | 10056 | 10120 | 9785  | 9715  | 8914  | 8677  | 8683  | 9124  | 9611  | 10124 | 10544 | 11246 | 10773 |
|                 | 1857. | 1869. | 1880. | 1890. | 1900. | 1910. | 1921. | 1931. | 1948. | 1953. | 1961. | 1971. | 1981. | 1991. | 2001. | 2011. | 2021. |

| broj stanovnika | 273   | 292   | 653   | 730   | 887   | 1202  | 845   | 1005  | 1580  | 1625  | 1887  | 2344  | 3379  | 3495  | 3570  | 3731  | 3566  |
|                 | 1857. | 1869. | 1880. | 1890. | 1900. | 1910. | 1921. | 1931. | 1948. | 1953. | 1961. | 1971. | 1981. | 1991. | 2001. | 2011. | 2021. |

## Uprava
Općinom vlada SDP na čelu s načelnikom Kinkela Vedranom. U vijeću Općine Matulji nakon izbora 2021. godine su osim SDP-a HSU, PGS, HDZ i druge stranke.

## Gospodarstvo
Obrtništvo i malo poduzetništvo na području općine Matulji se razvijalo od samih početaka, pa su i danas glavni gospodarski nositelji upravo oni. U Matuljima je poznati hrvatski liječnik dr Boris Nemec otvorio prvu privatnu ortopedsku bolnicu, Specijalna bolnica za ortopediju i opću kirurgiju dr Nemec.
U općini Matulji posluje 595 poduzetnika od toga:
- Malih poduzeća: 238
- Srednjih poduzeća: 4

## Poznate osobe
- Zoran Maroević, hrv. košarkaš
- Kristina Kolar, operna pjevačica

## Obrazovanje
Na području općine Matulji djeluju dvije osnovne škole; Osnovna škola dr. Andrije Mohorovičića u Matuljima (s područnim odjelima u Rukavcu i Jušićima) i Osnovna škola Drage Gervaisa u Brešcima.

## Kultura
- zvončari

Pored zgrade općine, nalazi se crkva matuljske župe Krista Kralja. Župa ima preko pet tisuća vjernika, a u sastavu je Riječke nadbiskupije.
Župa dobiva prvog hrvatskog svećenika tek krajem 1940-ih godina 20. stoljeća. Razlog tomu jest mladi rođendan župe i talijanska okupacija ovog dijela Hrvatske za vrijeme Drugoga svjetskog rata.
Zanimljivo je da je Matuljska župa dala prvog svećenika tek 2018., nakon više od 100 godina.

## Šport
Velika sportska dvorana u Matuljima otvorena je u svibnju 2014. Povodom otvorenja ove dvorane, iste godine je po prvi put u Matuljima održana serija Lijepom našom. HRT-ova se serija opet našla u Matuljima u veljači 2018.
Automobilistički klub Učka Sport.
Od 2006. održava se Liburnijski malonogometni maškarani turnir.
Gimkana Matulji je najstarija sportska manifestacija Općine Matulji; održava se kategorija klase Tomos.

## Vanjske poveznice
- Službene stranice Općine Matulji
- Turistička zajednica Općine Matulji  Arhivirana inačica izvorne stranice od 13. ožujka 2010. (Wayback Machine)